# Readymades
Readymades – pochodzący z 2002 roku album brytyjskiej anarchopunkowej grupy Chumbawamba. Był to pierwszy krążek wydany przez założoną przez zespół wytwórnię MUTT. Mimo iż większość utworów została skomponowana w oparciu o brzmienia muzyki klubowej, ich tematyka wciąż pozostaje w ścisłym związku z założeniami anarcho-punku.

## Lista utworów
1. Salt Fare, North Sea – 4:28
2. Jacob’s Ladder – 3:22
3. All in Vain – 4:16
4. Home With Me – 3:56
5. If It Is to Be, It Is Up to Me – 4:42
6. Don’t Try This At Home – 4:02
7. Song for Len Shackleton – 3:36
8. Without Reason or Rhyme (The Killing of Harry Stanley) – 3:45
9. Don't Pass Go – 4:18
10. One Way or the Other – 4:03
11. When I'm Bad – 4:21
12. Sewing Up Crap – 3:45
13. After Shelley – 4:29